# Hjälteby
Hjälteby – miejscowość (tätort) w Szwecji, w regionie administracyjnym (län) Västra Götaland, w gminie Tjörn.
Według danych Szwedzkiego Urzędu Statystycznego liczba ludności wyniosła: 213 (31 grudnia 2018) i 216 (31 grudnia 2019).